# Fabian Herbers
Fabian Herbers, né le 17 août 1993 à Ahaus en Rhénanie-du-Nord-Westphalie, est un footballeur allemand. Il évolue au poste d'attaquant avec le CF Montréal.

## Biographie
Alors qu'il ne parvient pas à passer le cap et devenir footballeur professionnel en Allemagne, Herbers rejoint les États-Unis et l'Université Creighton. Il joue alors en NCAA avec les Bluejays où ses performances sont remarquées. Après seulement trois saisons, il attire l'attention de la MLS et se voit offrir un contrat Génération Adidas pour anticiper son passage en pro. Il est alors repêché en sixième position par l'Union de Philadelphie lors de la MLS SuperDraft 2016.
Le 9 décembre 2018, Herbers est échangé au Fire de Chicago contre un choix de 2e ronde lors de la MLS SuperDraft 2019.